# Chris Newton
Christopher ("Chris") Newton (Middlesbrough, 29 september 1973) is een Brits wielrenner. Newton behaalde twee keer een wereldtitel in het baanwielrennen, namelijk in 2002 op de puntenkoers en in 2005 op de ploegenachtervolging. Hij vertegenwoordigde het Verenigd Koninkrijk tijdens de Olympische Spelen van 1996, 2000, 2004 en 2008. Op deze vier Spelen behaalde hij een zilveren en twee bronzen medailles.

## Belangrijkste resultaten

### baanwielrennen
1993
- Britskampioenschap scratch

1994
- Gemenebestspelen ploegenachtervolging (met Robert Hayles, Bryan Steel en Anthony Doyle)

1995
- Britskampioenschap scratch
- Britskampioenschap ploegenachtervolging

1996
- 10e Olympische Spelen ploegenachtervolging

1999
- Britskampioenschap ploegenachtervolging

2000
- Wereldkampioenschap ploegenachtervolging (met Jonathan Clay, Paul Manning en Bradley Wiggins)
- Olympische Spelen ploegenachtervolging (met Paul Manning, Bryan Steel en Bradley Wiggins)

2001
- Wereldkampioenschap ploegenachtervolging (met Bradley Wiggins, Paul Manning en Bryan Steel)

2002
- Wereldkampioenschap puntenkoers
- Wereldkampioenschap ploegenachtervolging (met Paul Manning, Bradley Wiggins en Brayn Steel)
- Gemenebestspelen ploegenachtervolging (met Paul Manning, Bradley Wiggins en Brayn Steel)
- Gemenebestspelen puntenkoers

2003
- Britskampioenschap scratch

2004
- Wereldkampioenschap ploegenachtervolging (met Paul Manning, Steve Cummings en Brayn Steel)
- Olympische Spelen ploegenachtervolging (kwam tijdens de finale niet in actie)
- 1e wereldbeker Manchester ploegenachtervolging (met Paul Manning, Robert Hayles en Brayn Steel)
- Britskampioenschap scratch
- Britskampioenschap ploegkoers
- Britskampioenschap puntenkoers

2005
- Wereldkampioenschap ploegenachtervolging (met Paul Manning, Robert Hayles en Steven Cummings)
- 1e wereldbeker Manchester ploegenachtervolging (met Paul Manning, Robert Hayles en Steven Cummings)

2006
- 1e Wereldbeker Moskou ploegenachtervolging (met Edward Clancy, Paul Manning en Geraint Thomas)
- Gemenebestspelen ploegenachtervolging (met Steven Cummings, Paul Manning en Robert Hayles)
- Britskampioenschap scratch
- Britskampioenschap ploegkoers

2007
- Britskampioenschap puntenkoers
- 1e Wereldbeker Sydney ploegenachtervolging (met Edward Clancy, Steven Cummings en Bradley Wiggins)

2008
- Olympische Spelen puntenkoers
- Britskampioenschap puntenkoers
- Britskampioenschap scratch
- 1e Wereldbeker Manchester puntenkoers

2009
- 1e wereldbeker Peking puntenkoers
- 1e Wereldbeker Kopenhagen ploegenachtervolging (met Steven Burke, Edward Clancy en Peter Kennaugh)
- Wereldkampioenschap puntenkoers
- Britskampioenschap puntenkoers
- Britskampioenschap scratch

### Wegwielrennen
1995
- Archer International Grand Prix

1996
- Eindklassement Ronde van Lancashire
- 2e etappe Ronde van Langkawi (ploegentijdrit)

1997
- Eindklassement Circuit des monts du Livradois
- Britskampioenschap ploegentijdrit
- Tour du Lac Léman

1998
- Britskampioenschap ploegentijdrit
- Manx International Time Trial

1999
- Britskampioenschap tijdrijden
- Manx International Time Trial

2000
- Lincoln International GP
- Britskampioenschap tijdrijden
- 7e etappe Olympia's Tour
- 8e etappe Olympia's Tour
- Internationale Wielertrofee Jong Maar Moedig I.W.T.
- GP Claude Criquielion

2001
- 5e etappe Omloop van Lotharingen
- Eindklassement Omloop van Lotharingen
- 3e etappe Cinturón Ciclista Internacional a Mallorca

2002
- 4e etappe Omloop van Lotharingen
- 1e etappe FBD Insurance Rás
- 7e etappe FBD Insurance Rás
- 8e etappe FBD Insurance Rás
- 1e etappe Ronde van Bohemen

2003
- 5e etappe FBD Insurance Rás
- Eindklassement FBD Insurance Rás

2005
- 2e etappe FBD Insurance Rás
- 3e etappe FBD Insurance Rás
- 6e etappe FBD Insurance Rás
- Eindklassement FBD Insurance Rás
- Britskampioenschap ploegentijdrit

2006
- 1e etappe FBD Insurance Rás
- 6e etappe FBD Insurance Rás
- Proloog Boucles de la Mayenne

2008
- 3e etappe FBD Insurance Rás

2009
- Britskampioenschap tijdrijden